# مايكل سيلا
مايكل سيلا (بالعبرية: מיכאל סלע) (ولد في 2 مارس 1924) هو عالم مناعة إسرائيلي بولندي. عمل أستاذًا لعلم المناعة في معهد وايزمان للعلوم في رحوفوت. وهو رئيس سابق لمعهد فايتسمان للعلوم.